# Алі Маалул
Алі Маалул (араб. علي معلول, нар. 1 січня 1990, Сфакс) — туніський футболіст, захисник єгипетського клубу «Аль-Аглі» і національної збірної Тунісу.

## Клубна кар'єра
У дорослому футболі дебютував 2010 року виступами за команду клубу «Сфаксьєн», у якій провів шість сезонів, взявши участь у 143 матчах чемпіонату. Більшість часу, проведеного у складі «Сфаксьєна», був основним гравцем захисту команди.
До складу єгипетського клубу «Аль-Аглі» приєднався 2016 року.

## Виступи за збірну
У 2013 році дебютував в офіційних матчах у складі національної збірної Тунісу. Наразі провів у формі головної команди країни 35 матчів.
У складі збірної був учасником Кубка африканських націй 2015 року в Екваторіальній Гвінеї, Кубка африканських націй 2017 року у Габоні.
У травні 2018 року був включений до заявки збірної для участі у тогорічному чемпіонаті світу.
| Дата       | Місто               | Господарі  | Результат  | Гості                | Турнір                                          | Голи | Примітки |
| ---------- | ------------------- | ---------- | ---------- | -------------------- | ----------------------------------------------- | ---- | -------- |
| 06-07-2013 | Сус                 | Туніс      | 0 – 1      | Марокко              | Відбір на чемпіонат африканський націй          | -    |          |
| 05-03-2014 | Курналя-да-Любрагат | Колумбія   | 1 – 1      | Туніс                | товариський матч                                | -    | 89'      |
| 06-09-2014 | Монастір            | Туніс      | 2 – 1      | Ботсвана             | Відбір до Кубка африканських націй 2015         | -    |          |
| 10-09-2014 | Каїр                | Єгипет     | 0 – 1      | Туніс                | Відбір до Кубка африканських націй 2015         | -    |          |
| 10-10-2014 | Дакар               | Сенегал    | 0 – 0      | Туніс                | Відбір до Кубка африканських націй 2015         | -    |          |
| 15-10-2014 | Монастір            | Туніс      | 1 – 0      | Сенегал              | Відбір до Кубка африканських націй 2015         | -    |          |
| 14-11-2014 | Габороне            | Ботсвана   | 0 – 0      | Туніс                | Відбір до Кубка африканських націй 2015         | -    |          |
| 19-11-2014 | Монастір            | Туніс      | 2 – 1      | Єгипет               | Відбір до Кубка африканських націй 2015         | -    |          |
| 11-01-2015 | Радес               | Туніс      | 1 – 1      | Алжир                | товариський матч                                | -    |          |
| 18-01-2015 | Ебебіїн             | Туніс      | 1 – 1      | Кабо-Верде           | Кубок африканських націй 2015 - 1-й етап        | -    |          |
| 22-01-2015 | Ебебіїн             | Замбія     | 1 – 2      | Туніс                | Кубок африканських націй 2015 - 1-й етап        | -    |          |
| 26-01-2015 | Ебебіїн             | ДР Конго   | 1 – 1      | Туніс                | Кубок африканських націй 2015 - 1-й етап        | -    |          |
| 31-01-2015 | Бата                | Туніс      | 1 – 2 д.ч. | Екваторіальна Гвінея | Кубок африканських націй 2015 - чвертьфінал     | -    |          |
| 27-03-2015 | Ойта                | Японія     | 2 – 0      | Туніс                | товариський матч                                | -    |          |
| 12-06-2015 | Радес               | Туніс      | 8 – 1      | Джибуті              | Відбір до Кубка африканських націй 2017         | -    | 84'      |
| 09-10-2015 | Радес               | Туніс      | 3 – 3      | Габон                | товариський матч                                | -    |          |
| 19-10-2015 | Радес               | Туніс      | 1 – 0      | Лівія                | Відбір на чемпіонат африканський націй          | -    |          |
| 25-10-2015 | Радес               | Туніс      | 2 – 3      | Марокко              | Відбір на чемпіонат африканський націй          | -    |          |
| 13-11-2015 | Нуакшот             | Мавританія | 1 – 2      | Туніс                | Відбір до ЧС 2018                               | -    |          |
| 17-11-2015 | Радес               | Туніс      | 2 – 1      | Мавританія           | Відбір до ЧС 2018                               | -    |          |
| 18-01-2016 | Кігалі              | Туніс      | 2 – 2      | Гвінея               | Чемпіонат африканських націй 2016 - 1-й етап    | -    |          |
| 22-01-2016 | Кігалі              | Туніс      | 1 – 1      | Нігерія              | Чемпіонат африканських націй 2016 - 1-й етап    | -    |          |
| 26-01-2016 | Кігалі              | Нігер      | 0 – 5      | Туніс                | Чемпіонат африканських націй 2016 - 1-й етап    | -    |          |
| 31-01-2016 | Кігалі              | Туніс      | 1 – 2      | Малі                 | Чемпіонат африканських націй 2016 - чвертьфінал | -    |          |
| 25-03-2016 | Монастір            | Туніс      | 1 – 0      | Того                 | Відбір до Кубка африканських націй 2017         | -    |          |
| 29-03-2016 | Ломе                | Того       | 0 – 0      | Туніс                | Відбір до Кубка африканських націй 2017         | -    |          |
| 03-06-2016 | Джибуті             | Джибуті    | 0 – 3      | Туніс                | Відбір до Кубка африканських націй 2017         | -    |          |
| 04-09-2016 | Монастір            | Туніс      | 4 – 1      | Ліберія              | Відбір до Кубка африканських націй 2017         | -    |          |
| 09-10-2016 | Монастір            | Туніс      | 2 – 0      | Гвінея               | Відбір до ЧС 2018                               | -    |          |
| 11-11-2016 | Бологін             | Лівія      | 0 – 1      | Туніс                | Відбір до ЧС 2018                               | -    |          |
| 15-11-2016 | Габес               | Туніс      | 0 – 0      | Мавританія           | товариський матч                                | -    | 90+6'    |
| 04-01-2017 | Туніс (місто)       | Туніс      | 2 – 0      | Уганда               | товариський матч                                | -    | 67'      |
| 08-01-2017 | Каїр                | Єгипет     | 1 – 0      | Туніс                | товариський матч                                | -    |          |
| 15-01-2017 | Франсвіль           | Туніс      | 0 – 2      | Сенегал              | Кубок африканських націй 2017 - 1-й етап        | -    |          |
| 19-01-2017 | Франсвіль           | Алжир      | 1 – 2      | Туніс                | Кубок африканських націй 2017 - 1-й етап        | -    | 45'      |
| 23-01-2017 | Лібревіль           | Зімбабве   | 2 – 4      | Туніс                | Кубок африканських націй 2017 - 1-й етап        | -    |          |
| 24-03-2017 | Радес               | Туніс      | 0 – 1      | Камерун              | товариський матч                                | -    |          |
| 11-06-2017 | Радес               | Туніс      | 1 – 0      | Єгипет               | Відбір до Кубка африканських націй 2019         | -    |          |
| 01-09-2017 | Радес               | Туніс      | 2 – 1      | ДР Конго             | Відбір до ЧС 2018                               | -    |          |
| 05-09-2017 | Кіншаса             | ДР Конго   | 2 – 2      | Туніс                | Відбір до ЧС 2018                               | -    |          |
| 07-10-2017 | Конакрі             | Гвінея     | 1 – 4      | Туніс                | Відбір до ЧС 2018                               | -    |          |
| 11-11-2017 | Радес               | Туніс      | 0 – 0      | Лівія                | Відбір до ЧС 2018                               | -    | 70'      |
| 23-03-2018 | Радес               | Туніс      | 1 – 0      | Іран                 | товариський матч                                | -    | 53'      |
| 27-03-2018 | Ніцца               | Туніс      | 1 – 0      | Коста-Рика           | товариський матч                                | -    | 33'      |
| 28-05-2018 | Брага (Португалія)  | Португалія | 2 – 2      | Туніс                | товариський матч                                | -    | 46'      |
| Усього     |                     | Матчів     | 45         |                      | Голів                                           | 0    |          |

## Титули і досягнення
- Чемпіон Тунісу (1):

«Сфаксьєн»: 2012—2013
- Чемпіон Єгипту (5):

«Аль-Аглі»: 2016—2017, 2017—2018, 2018—2019, 2019—2020, 2020—2023
- Володар Кубка Єгипту (3):

«Аль-Аглі»: 2017, 2020, 2022
- Володар Суперкубка Єгипту (5):

«Аль-Аглі»: 2017, 2018, 2021, 2022, 2023
- Переможець Ліги чемпіонів КАФ (3):

«Аль-Аглі»: 2019–2020, 2020–2021, 2022–2023
- Володар Суперкубка КАФ (2):

«Аль-Аглі»: 2020, 2021